# Louis Emmanuel Jadin
Pour les articles homonymes, voir Jadin.
Louis-Emmanuel Jadin est un compositeur, violoniste, claveciniste, pianiste et pédagogue français, né le 21 septembre 1768 à Versailles et mort le 11 avril 1853 à Montfort-L'Amaury. 

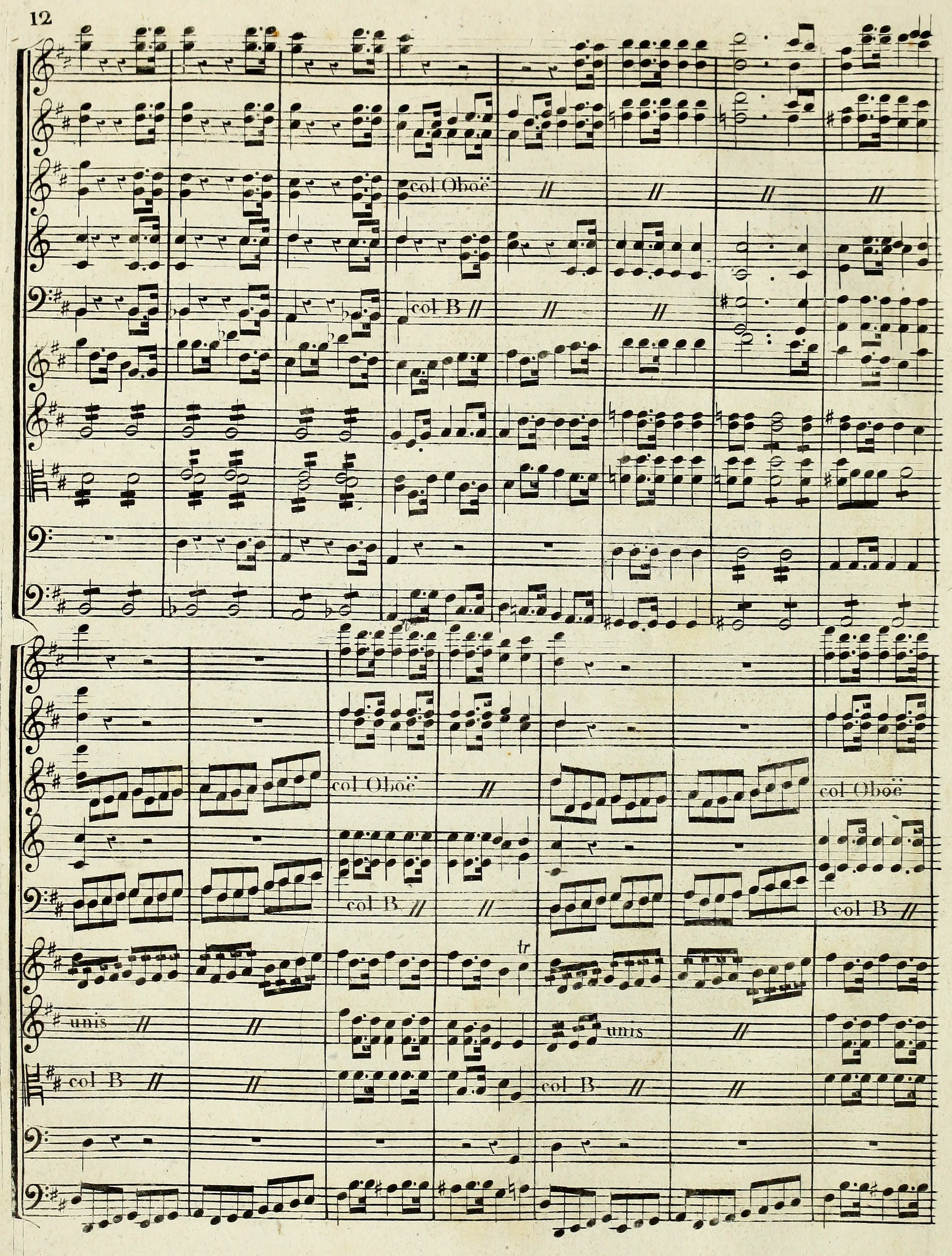
Le Grand-père ou Les Deux Âges.

## Biographie
Louis-Emmanuel commence l'étude de la musique par des cours donnés par son père au violon d'abord, puis il a appris le clavecin avec son frère Hyacinthe Jadin. Il est page de Louis XVI.
En 1789, il travaille au Théâtre Montansier en tant que second instrumentiste à clavier, puis premier en 1791. Son premier opéra est créé à Versailles en 1788. En 1792 il entre comme musicien à la Garde nationale. 
Sa renommée date de 1793 lorsqu'il produit le Siège de Thionville, qui obtient un grand succès.
Bien qu'ayant embrassé les Idéaux révolutionnaires il fut dénoncé comme suspect pour avoir servi la musique de Louis XVI. Incarcéré à la Conciergerie il dut son salut à un ancien domestique de son père, employé à la prison, qui l'aida à s'évader le jour où il devait comparaître devant Fouquier-Tinville. Il trouva refuge sous le nom de Louis Bourgeois chez des amis grands amateurs de musique qui offraient chaque semaine des concerts à une société nombreuse, au sein de laquelle... Fouquier-Tinville était un convive assidu, ce qui faisait rire Jadin .
Après avoir enseigné le solfège (1796-1798), il exerce à partir de 1802 comme professeur de musique au Conservatoire ; à la succession de son frère Hyacinthe, il y enseigne le chant (1802-1804), puis le piano (1804-1816). Il devient directeur musical du théâtre Molière en 1806. Sa grande pièce pour piano La Bataille d'Austerlitz (1806) connaît un tel succès qu'il l'orchestre l'année même de sa parution. Elle est donnée comme "exercice" aux élèves du Conservatoire la même année. 
Entre 1814 et 1830, il est « professeur de musique des pages de la chapelle du roi » et fait chevalier de la Légion d’honneur en mai 1824. Il compose des romances.
Il est mis à la retraite juste avant la révolution de Juillet, ce qui lui vaut de ne pas perdre brutalement un poste qui est supprimé par Louis-Philippe.
Il est le père d'Adolphe Jadin et de Louis Godefroy Jadin.
Il est inhumé le 13 avril 1853 au cimetière de Montmartre 10e division.

## Œuvres

### Opéras
| Année de création | titre | nombre d'actes | première                                                    | livret                                                                              |
| 1788              | Guerre ouverte ou Ruse contre ruse | 3              | 1788, Versailles                                            | Dumaniant, pseudonyme d'Antoine Jean Bourlin                                        |
| 1790              | Constance et Gernand | 1              | 15 juillet 1790, Paris, Théâtre français comique et lyrique | Philippe Desriaux                                                                   |
| 1790              | Joconde | 3              | 14 septembre 1790, Paris, Théâtre de Monsieur               | Desforges, pseudonyme de Pierre-Jean-Baptiste Choudard, d'après Jean de La Fontaine |
| 1790              | La Religieuse danoise ou La Communauté de Copenhague; (aussi nommé Le Duce de Waldeza) | 3              | 13 décembre 1790, Paris, Théâtre Montansier                 | Auguste-L. Bertin d'Antilly                                                         |
| 1791              | La Vengeance du bailli ou La Suite d'Annette et Lubin | 2              | 30 avril 1791, Paris, Théâtre de Monsieur                   | Charles-Simon Favart et Charles-Nicolas-Joseph-Justin Favart                        |
| 1791              | L'Heureux Stratagème | 2              | 13 septembre 1791, Paris, Opéra Garnier                     | G. Saulnier                                                                         |
| 1792              | Amélie de Monfort | 3              | 13 février 1792, Paris, Théâtre Feydeau                     | Cottereau, d'après N. Briciare de La Dixmerie                                       |
| 1792              | Il signor di Pursognac |                | 23 avril 1792, Paris, Théâtre Feydeau                       | d'après Molière                                                                     |
| 1792              | L'Avare puni | 1              | 4 août 1792, Paris, Théâtre Feydeau                         | Verneuil                                                                            |
| 1792-1793         | Les Talismans | 3              | 12 janvier 1793, Paris, Théâtre Louvois                     | Paul-Ulric Dubuisson                                                                |
| 1793              | Le Coin de feu | 1              | 10 juin 1793, Paris, Opéra-Comique                          | Edmond Guillaume François de Favières                                               |
| 1793              | Le Siège de Thionville | 2              | 14 juin 1793, Paris, Opéra Garnier                          | G. Saulnier en Dutilh                                                               |
| 1794              | Le Congrès des rois (avec Henri Montan Berton, Frédéric Blasius, Luigi Cherubini, Nicolas Dalayrac, Prosper-Didier Deshayes, François Devienne, André Grétry, Rodolphe Kreutzer, Étienne-Nicolas Méhul, Jean-Pierre Solié et Trial fils) | 3              | 26 février 1794, Paris, Opéra-Comique                       | Desmaillot, pseudonyme d'Antoine-François Ève                                       |
| 1794              | Alisbelle ou Les Crimes de la féodalité | 3              | 27 février 1794, Paris, Théâtre National                    | Desforges, pseudonyme de Pierre-Jean-Baptiste Choudard                              |
| 1794              | L'Apothéose du jeune Barra | 1              | 5 juin 1794, Paris, Théâtre Feydeau                         | François-Pierre-Auguste Léger                                                       |
| 1794              | Agricol Viala ou Le Jeune Héros de la Durance(avec Henri Montan Berton | 1              | 1er juillet 1794, Paris, Théâtre des Amis de la Patrie      | L. Philipon de la Madeleine                                                         |
| 1794              | L'Ecolier en vacances | 1              | 13 octobre 1794, Paris, Opéra-Comique                       | Louis Benoît Picard                                                                 |
| 1794-1795         | Le Cabaleur | 1              | 11 janvier 1795, Paris, Opéra-Comique                       | Jean-Antoine Lebrun-Tossa                                                           |
| 1795              | Le Lendemain de noces | 1              | 18 avril 1795, Paris, Théâtre Feydeau                       | François-Pierre-Auguste Léger                                                       |
| 1795              | Loizerolles ou L'Héroïsme paternel | 1              | 25 décembre 1795, Paris, Théâtre des Amis de la Patrie      | Ducaire                                                                             |
| 1795-1796         | Le Mariage de la veille | 1              | 2 janvier 1796, Paris, Opéra-Comique                        | Lœillard d'Avrigny, d'après Voltaire, «La Femme qui avoit raison»                   |
| 1796              | Mélusine et Gerval (Méline et Ferval) |                | 20 février 1796, Paris, Théâtre Feydeau                     |                                                                                     |
| 1796              | Le Négociant de Boston | 1              | 23 mars 1796, Paris, Opéra-Comique                          | Lœillard d'Avrigny en Dejaure, d'après Mercier, «Le Libérateur»                     |
| 1796              | Les Deux Lettres | 1              | 4 août 1796, Paris, Opéra-Comique                           | Étienne Joseph Bernard Delrieu                                                      |
| 1796              | Le Défi hasardeux | 2              | 8 août 1796, Paris, Théâtre Louvois                         | Étienne Joseph Bernard Delrieu                                                      |
| 1797              | Les Bons Voisins | 1              | 1er novembre 1797, Paris, Théâtre Feydeau                   | Barthélemi Ambroise Planterre                                                       |
| 1797-1798         | Candos ou Les Sauvages du Canada | 3              | 2 janvier 1798, Paris, Théâtre Feydeau                      | Étienne Joseph Bernard Delrieu                                                      |
| 1798              | La Paix ou Le Triomphe de l'humanité |                | 14 décembre 1798, Paris, Théâtre de Nancy                   |                                                                                     |
| 1803              | Mahomet II | 3              | 9 août 1803, Paris, Opéra Garnier                           | G. Saulnier                                                                         |
| 1803-1804         | Jean Bart et Patoulet | 1              | 21 janvier 1804, Paris, Opéra-Comique                       | François-Pierre-Auguste Léger                                                       |
| 1804              | Mon cousin de Paris | 1              | 23 juin 1804, Paris, Théâtre Molière                        | François-Pierre-Auguste Léger                                                       |
| 1804              | La Grand-mère | 2              | 17 octobre 1804, Paris, Théâtre Molière                     | Étienne-Guillaume-François de Favières                                              |
| 1805              | Les Trois Prétendus | 1              | 29 avril 1805, Paris, Théâtre Montansier                    | T. Pein                                                                             |
| 1805              | Le Grand-père ou Les Deux Âges | 1              | 14 octobre 1805, Paris, Opéra-Comique                       | Étienne-Guillaume-François de Favières                                              |
| 1805              | Charles Coypel ou La Vengeance d'un peintre | 1              | 26 octobre 1805, Paris, Théâtre Montansier                  | François-Pierre-Auguste Léger                                                       |
| 1806              | Les Deux Aveugles de Tolède | 1              | 30 mai 1806, Paris, Opéra-Comique                           |                                                                                     |
| 1807              | Les Arts et l'amitié |                | 9 juin 1807, Paris, Opéra-Comique                           | A. de Bouchard                                                                      |
| 1810              | La Partie de campagne | 1              | 29 juin 1810, Paris, Opéra-Comique                          | Jean-Henri-Ferdinand Lamartelière                                                   |
| 1812              | L'Auteur malgré lui ou La Pièce tombée | 1              | 16 mai 1812, Paris, Opéra-Comique                           | David Claparède, d'après Jean-François Marmontel, «Le Connoisseur»                  |
| 1816              | L'Inconnu ou Le Coup d'épée viager | 3              | 30 mars 1816, Paris, Opéra-Comique                          | Jean Baptiste Charles Vial et Étienne-Guillaume-François de Favières                |
| 1816-1817         | La Gueule du lion ou La Mère esclave | 3              | décembre 1816 ou janvier 1817, Paris, Théâtre de la Gaîté   | Cuvelier et Léopold                                                                 |
| 1822              | Fanfan et Colas ou Les Frères de lait | 1              | 29 octobre 1822, Paris, Opéra-Comique                       | Adolphe Jadin, d'après Beaunoir, pseudonyme d'Alexandre Louis Bertrand Robineau     |
|                   | Jean et Geneviève |                | jamais créé                                                 |                                                                                     |

### Messes
- Requiem pour trois voix solistes, 3 trombones et contrebasse

### Œuvres avec orchestre
- Fantaisie concertante en sol pour clavecin, piano & orchestre
  1. Allegro risoluto
  2. Adagio
  3. Allegro moderato
- Concerto pour piano en ré mineur (1810)
  1. Allegro maestoso
  2. Siciliano. Larghetto
  3. Finale. Chasse

### Piano
- Fantaisies pour piano sur les romances de Joseph et de Benjamin (de Méhul) 1807
- Trois sonates à quatre mains pour le clavecin ou forte-piano
- La Grande Bataille d'Austerlitz (publication annoncée début janvier 1806!)

### Musique de chambre
- Introduction et Rondeau Pastoral pour harpe
- Six Quatuors concertants pour deux violons, alto et basse de L. Jadin fils, œuvre III, Paris,
  - édité par l'auteur, 1787. Dédicace au comte d'Ogny, capitaine des Dragons, Intendant général des
  - postes; [BNF musique, Vm7/1322]
- sonates pour piano et violon (Éd. Versailles c. 1787)
- Sonate en ré Majeur pour clavecin avec flûte obligée
- 3 Sonates opus X pour clavecin ou piano-forte, flûte & basse
  - Sonate n° 1 en ré majeur
  - Sonate n° 2 en mi mineur
  - Sonate n° 3 en sol majeur
- 3 Sonates opus XIII pour piano-forte, flûte & basse
  - Sonate n° 1 en sol majeur
  - Sonate n° 2
  - Sonate n° 3
- Sonate en sol majeur pour clavecin ou piano-forte avec accompagnement de flûte
- 4 arias pour trompette & harpe
- 3 Fantasias pour piano & cor
- Duo pour harpe & piano
- 3 Nocturnes pour hautbois & piano
  - n° 1 en la mineur
  - n° 2 en do mineur
  - n° 3 en fa majeur
- Trois grands Quatuors à cordes (1814), dédiés au roi de Prusse
- Quintette à cordes (1828)

## Discographie sélective
- Symphonie pour instruments a vent - Orchestre de la Musique Municipale de Bordeaux, Lucien Mora, dir. (1987, Cybelia CY 825)
- Quatuor à cordes n° 2 en fa mineur - Quatuor Mosaïques (1994, Valois V 4738) ; couplé avec les quatuors op.2/1 et op.3/1 de Hyacinthe Jadin
- Trois Nocturnes pour hautbois et piano - J. Vandeville, J-M. Louchart (2001, Arion 68533) ; couplé avec le Grand Nocturne concertant et la Première Fantaisie concertante, et la sonate nº 3 pour piano à quatre mains (avec C. Rouault)
- Concerto pour piano et orchestre n°4, en ré mineur - Wen-Ying Tseng, piano, I Strumenti, Gérard Streletski (2003, Forlane 16840)
- Sonates pour piano & flûte op. 10, Sonate en ré - Bertrand Giraud, piano et Frédéric Chatoux, flûte (2004, Maguelone MAG 111.154)
- Sonates pour piano & flûte op. 13, Sonate en sol - Bertrand Giraud, piano et Frédéric Chatoux, flûte (2005, Maguelone MAG 111.155)
- La Grande Bataille d'Austerlitz, Daniel Propper, piano (L'Echo des Batailles, 2012, Forgotten Records fr 16/17P)